# 徳島第2地方合同庁舎
徳島第2地方合同庁舎（とくしまだいにちほうごうどうちょうしゃ）は、徳島県徳島市万代町にある行政施設。

## 入居機関
- 自衛隊徳島地方協力本部
- 徳島地方法務局本局分室
- 徳島財務事務所
- 徳島労働基準監督署
- 徳島運輸支局

## 交通
- JR牟岐線阿波富田駅下車、徒歩約15分。
- 徳島バス・徳島市営バス「昭和町3丁目」バス停下車、徒歩約5分。